# Jess Walter
Pour les articles homonymes, voir Walter.
Jess Walter, né le 20 juillet 1965 aux États-Unis, est un écrivain et journaliste américain. Il est l'auteur de romans et d'un essai consacré au drame de Ruby Ridge.

## Biographie
Parmi les auteurs qui l'ont le plus influencé, il cite Kurt Vonnegut, Ernest Hemingway et, plus contemporain, David Mitchell.
En 2011, il vit à Spokane, Washington, États-Unis.

## Œuvres

### Romans
- Les Berges du crime, Pygmalion, 2003 ((en) Over Tumbled Graves, 2001)
- Où les borgnes sont rois, Seuil, 2005 ((en) The Land of the Blind, 2003)
- Citizen Vince, Rivages, 2009 ((en) Citizen Vince, 2005)
- Le Zéro, Rivages, 2012 ((en) The Zero, 2006)
- La Vie financière des poètes, 10/18, 2011 ((en) The Financial Lives of the Poets, 2009)
- De si jolies ruines, Fleuve éditions, 2014 ((en) Beautiful Ruins, 2012)
- Des jours meilleurs, Éditions La Croisée, 2022 ((en) The Cold Millions, 2020)

### Essai
- (en) Every Knee Shall Bow, 1996

### Nouvelle
- The Angel of Rome (2022)

## Récompenses

### Prix
- Prix Edgar-Allan-Poe du meilleur roman en 2006 pour Citizen Vince[2]

### Nomination
- Prix Macavity de la meilleure nouvelle pour The Angel of Rome[3]